# 第二次全俄工人与士兵代表苏维埃代表大会
第二次全俄罗斯工人与士兵代表苏维埃代表大会于1917年11月7日至9日在俄罗斯彼得格勒斯莫尔尼宫召开的全俄罗斯苏维埃代表大会，与十月革命攻打冬宫的行动同时，由布尔什维克发起。此次大会通过了列宁起草的《告工人、士兵和农民书》、《和平法令》和《土地法令》，宣布废除死刑，宣告临时政府已被推翻，全部政权一律归于苏维埃，禁止对犹太人迫害，成立人民委员会。

## 背景
根据全俄工兵代表苏维埃第一次代表大会的决议，这次代表大会本应在9月中旬召开。社会革命党人和孟什维克占主导的第一届中央执行委员会因不愿由布尔什维克主导而拖延执行该决议。在代表选举过程中，布尔什维克无视选举规则，他们打算用民主会议来代替苏维埃的代表大会。只是由于布尔什维克党团的坚持，中央执行委员会才不得不于9月23日（10月6日）通过决议召开这次代表大会，日期先定在10月20日（11月2日），后来改为10月25日（11月7日）。10月21日（11月3日），布尔什维克党中央开会讨论了代表大会的议程，并委托列宁就政权、战争、土地等问题作报告。

## 主席团组成[3]
- 布尔什维克：14人
  - 弗拉基米尔·安东诺夫-奥弗申科
  - 格里戈里·季诺维也夫
  - 列夫·加米涅夫
  - 亚历山德拉·柯伦泰
  - 尼古拉·克雷连科
  - 弗拉基米尔·列宁（缺席第一次会议）
  - 阿纳托利·卢那察尔斯基
  - 马特维·穆拉诺夫
  - 维克托·诺金
  - 阿列克谢·李可夫
  - 达维德·梁赞诺夫
  - 埃弗萊姆·斯克良斯基
  - 彼得·斯图奇卡
  - 列夫·托洛茨基
- 左翼社会革命党：7人
  - 摩西·巴尔特卡克利斯-古特曼
  - 格里戈里·扎克斯
  - 鲍里斯·卡姆科夫
  - 弗拉基米尔·卡列林
  - 伊琳娜·卡霍夫斯卡娅
  - 谢尔盖·姆斯蒂斯拉夫斯基
  - 玛丽亚·斯皮里多诺娃（缺席）
- 乌克兰社会主义者：1人
  - 帕维尔·库利尼琴科

## 决议与文件

### 第一次会议
《告工人、士兵和农民书》

### 第二次会议
《和平法令》
《土地法令》
《成立工农政府（人民委员会）》